# Pieter Nicolaas van Kampen

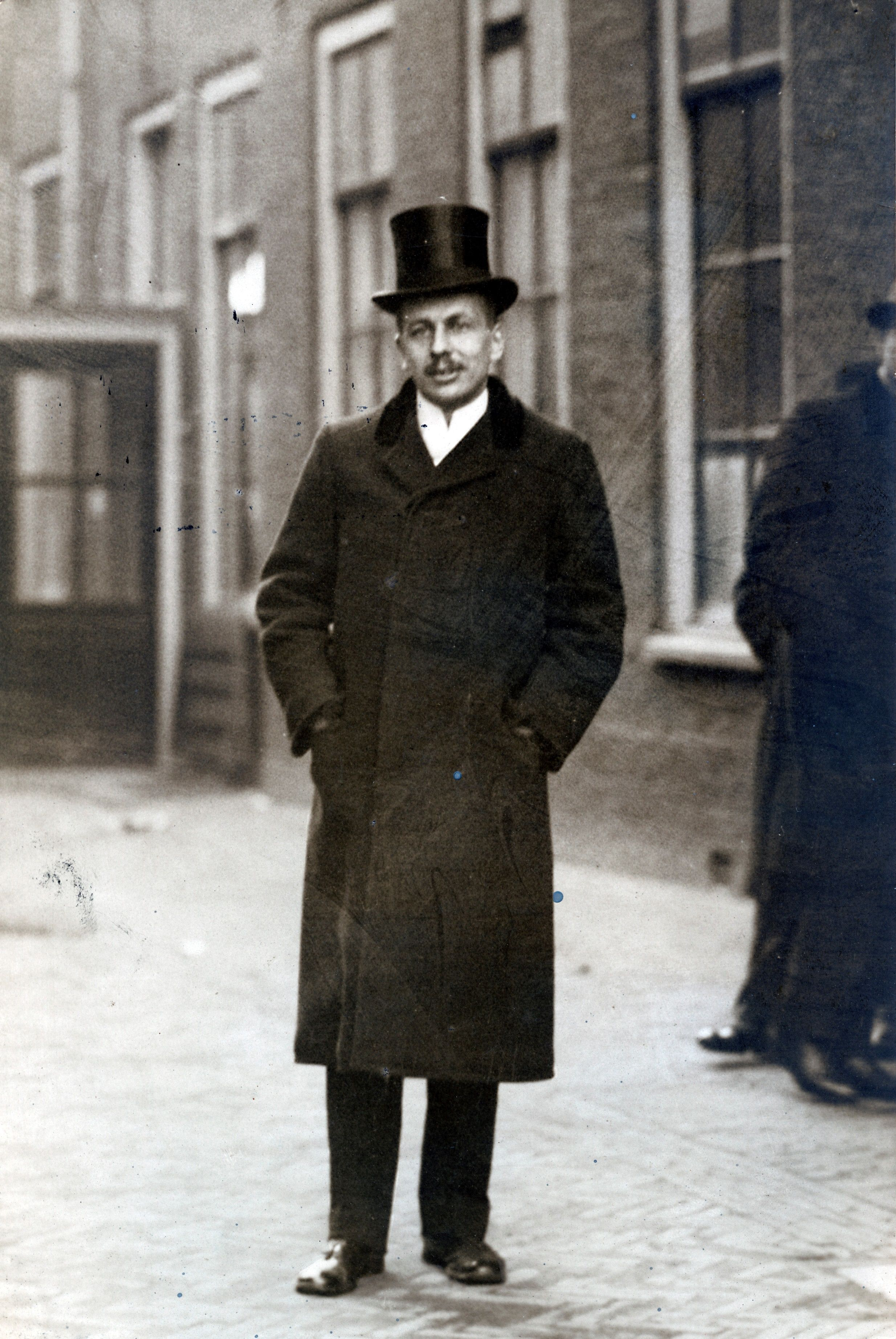
P.N. van Kampen (1917)

Pieter Nicolaas van Kampen (* 30. Juni 1878 in Amsterdam; † 3. Juli 1937 in Leiden), häufig auch als P. N. van Kampen erwähnt, war ein niederländischer Biologe.

## Leben
Van Kampen war der Sohn von Nicolaas Godfried van Kampen und Clara Helena Campagne sowie der Großvater des Physikers und späteren Nobelpreisträgers Gerard ’t Hooft. 1904 verteidigte er seine Dissertation De tympanaalstreek van den zoogdierschedel (deutsch: Die Tympanalgegend des Säugetierschädels. W. Engelmann, Leipzig) unter der Leitung von Max Wilhelm Carl Weber an der Universiteit van Amsterdam. Im selben Jahr wurde er Chefassistent von Weber und erhielt einen Posten als Dozent. Von 1905 bis 1911 arbeitete er in Batavia (heute Jakarta), wo er hauptsächlich Fischereistudien im Auftrag des Landwirtschaftsministeriums von Niederländisch-Indien durchführte. Im Jahr 1907 unternahm er eine Reise zu den Aru-Inseln, wo er die Perlen- und Perlmuttfischerei studierte und Orchideen sammelte. 1910 begleitete er den Botaniker Knud Gjellerup auf eine Expedition nach Neuguinea. Zurück in den Niederlanden wurde er Dozent an der zoologischen Abteilung der Universiteit van Amsterdam. 1917 wurde er Professor an der Universität Leiden, wo er Zoologie, vergleichende Anatomie und Physiologie unterrichtete. Im Juli desselben Jahres heiratete er in Lize Zernike. Aus dieser Ehe gingen zwei Kinder hervor. In Leiden war er hauptsächlich für die Modernisierung des zoologischen Labors verantwortlich, trotz des Widerstands der Universitätsverwaltung. Aufgrund einer ernsten Erkrankung im Jahr 1929 gab er sein Amt im Jahr 1931 auf. In der Folgezeit verschlechterten sich seine körperlichen und mentalen Beschwerden, bis er im Juli 1937 im Alter von 59 Jahren starb.
Zwischen 1905 und 1931 veröffentlichte van Kampen rund 20 herpetologische Arbeiten, darunter die Erstbeschreibungen von mehreren Froscharten aus Indonesien und Neuguinea. Er widmete sich auch der Ökologie, insbesondere der Entwicklung von Kaulquappen und der Zoogeographie. 1923 erschien sein Buch The amphibia of the Indo-Australian archipelago, das als Ergänzung zu Nelly de Rooijs zweibändigem Werk The reptiles of the Indo-Australian archipelago angesehen wird. Van Kampens Schrift umfasst 47 Gattungen und 256 Arten von Fröschen, Kröten und Schleichenlurchen. 1927 erschien ein Heft über die niederländische Herpetofauna in der Reihe Fauna van Nederland von Jacob Heimans. Neben der Herpetologie interessierte sich van Kampen auch für Meerestiere. So beschrieb er 1925 in Zusammenarbeit mit Hilbrand Boschma 14 Arten aus der Gattung der Sackkrebse (Sacculina).
Van Kampen war Ausschussmitglied bei der Leidsche Vereeniging ter Bevordering van de Studie der Tropische Geneeskunde (Vereinigung zur Förderung des Studiums der Tropenmedizin in Leiden).

## Dedikationsnamen
- Calantica kampeni (Annandale, 1909)
- Smilium kampeni (Annandale, 1910)
- Ilisha kampeni (Weber & de Beaufort, 1913)
- Zenarchopterus kampeni (Weber, 1913)
- Havelockia vankampeni (Sluiter, 1914)
- Polynoe kampeni Horst, 1915
- Lamnostoma kampeni (Weber & de Beaufort, 1916)
- Polycarpa vankampeni Sluiter, 1919
- Ophelina kampeni (Horst, 1919)
- Herpochondria kampenii Weber-van Bosse, 1923
- Oreophryne kampeni, Parker, 1924
- Nactus vankampeni, Brongersma, 1933
- Sacculina vankampeni Boschma, 1931